# 미코얀 PAK DP
미코얀 PAK DP(러시아어: ПАК ДП)는 미코얀이 개발 중인 스텔스 요격기/중전투기로, 2030년대 중반 러시아 공군의 미코얀 MiG-31을 대체할 예정이다. 이 전투기는 개발 사업 암호명이 " izdeliye 41"라서 미코얀 MiG-41이라는 이름으로 잘못 알려져 있는데, 이 이름이 잘못된 이유는 러시아 공군은 전투기가 현역으로 운용될 즈음에 전투기 제식 명칭에 숫자를 붙이기 때문이다. 러시아 국방 전문가인 바실리 카신에 따르면, 미코얀 PAK DP는 6세대 전투기로 분류될 수 있다.

## 같이 보기
- 6세대 전투기
- 미코얀
- 스텔스기